# آلمالو (عجب‌شیر)
آلمالو یکی از روستاهای استان آذربایجان شرقی است که در دهستان کوهستان بخش قلعه‌چای شهرستان عجب‌شیر واقع شده‌است.
جمعیت این روستا بر پایهٔ نتایج سرشماری عمومی نفوس و مسکن سال ۱۳۸۵ خورشیدی، برابر با ۱٬۳۸۶ نفر بوده‌است.